# Cisca Dresselhuys

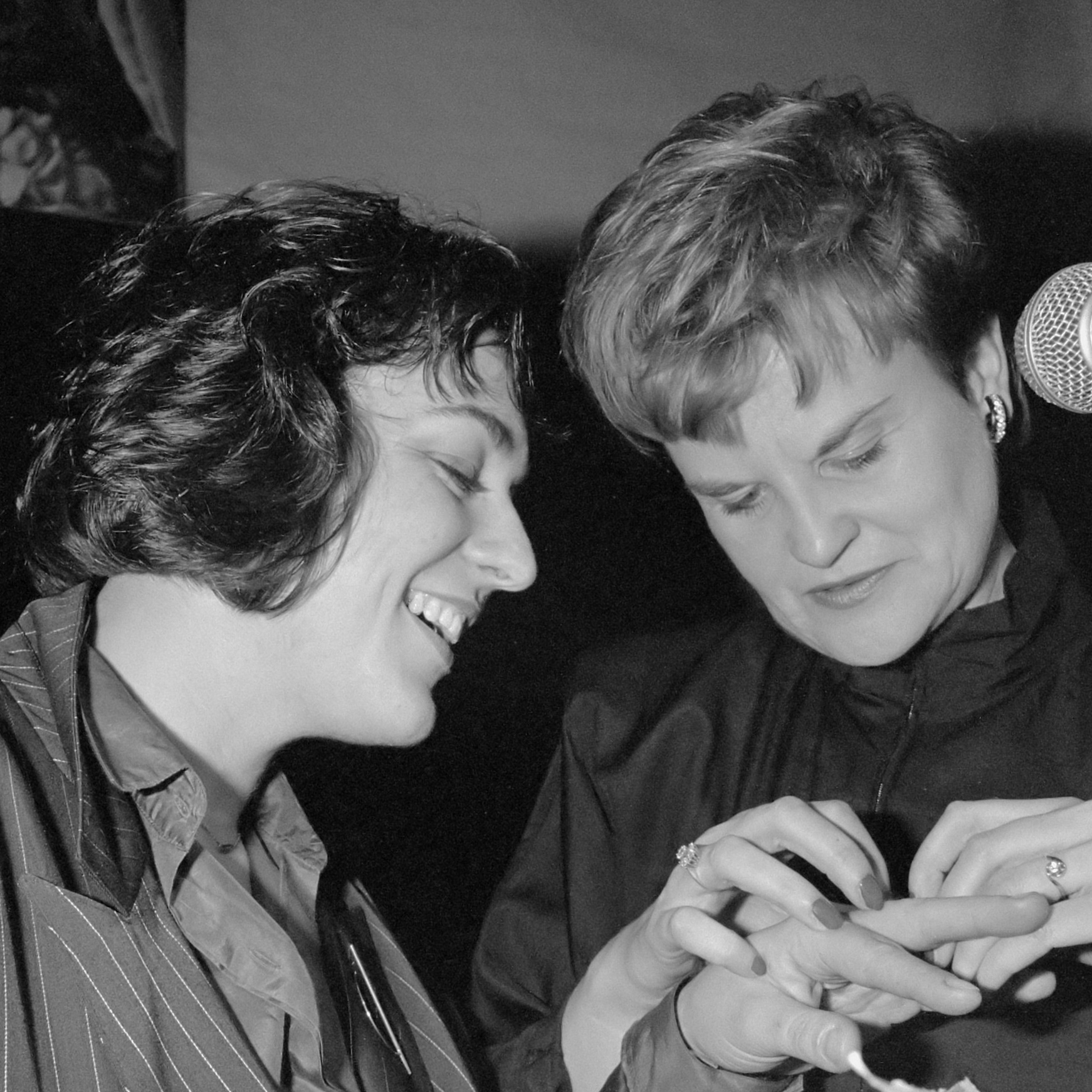
Lola Verkuil und Cisca Dresselhuys (r.) (1987)

Francisca „Cisca“ Wilhelmina Dresselhuys (* 21. April 1943 in Leeuwarden) ist eine niederländische Journalistin. Sie war von 1981 bis 2008 Chefredakteurin der monatlich erscheinenden feministischen Zeitschrift Opzij.

## Leben
Dresselhuys wurde als jüngstes von vier Kindern eines reformierten Pfarrers und einer Lehrerin geboren, was sich ihrem eigenen Bekunden nach auf ihr späteres Sendungsbewusstsein auswirken sollte. Später griff sie ihre Herkunft wieder auf und interviewte als Co-Autorin Pfarrerskinder für das Buch Het glazen huis, sie selbst verlor ihren Vater im Alter von elf Jahren. Dresselhuys besuchte das katholische Sint-Ursulalyceum in Roermond, wo sie aufgrund ihrer reformierten Herkunft eine Ausnahmeerscheinung war. Aufgrund eines Schreibens ihrer Mutter an die Chefredaktion der damals noch entschieden protestantischen Trouw erhielt sie zunächst in der Utrechter Lokalredaktion eine Anstellung als Fernschreiberin, als sich die Gelegenheit dazu ergab, ließ sie sich dort schließlich zur Journalistin ausbilden. Ihre Anfangszeit bei Trouw bezeichnete Dresselhuys später als hart, aber lehrreich.
Neben einer Vielzahl von Berichten über Ereignisse, die sonst auch durch ihre männlichen Kollegen abgedeckt wurden, profilierte sie sich auch durch ihre Berichterstattung von Modenschauen, die sie selbst illustrierte. 1966 wechselte sie schließlich zu der in Amsterdam ansässigen Zentralredaktion. Dort lieferte sie auch Beiträge zur Frauenseite „Trouw voor de vrouw“, die allmählich, wie die Zeitung im Ganzen, einen offeneren Charakter erhielt.
1974 wurde Dresselhuys zusätzlich zu ihrer Position bei Trouw Mitarbeiterin der (zunächst noch radikal-feministischen) Zeitschrift Opzij. Bei Trouw spezialisierte sie sich vor allem auf Interviews mit Menschen in Nöten wie zum Beispiel Arbeitslose, Alkoholiker, Behinderte, Transsexuelle und andere. Ihre ersten beiden Bücher bauen auf dieser Arbeit auf, sie verfasste diese zusammen mit Michel Vermeer, dem Leiter einer Telefonseelsorge.
1981 wechselte Dresselhuys endgültig zu Opzij und wurde dort die erste Chefredakteurin. Sie interviewte seitdem sowohl Führungskräfte aus Wirtschaft, Politik und Medien als auch Künstler und führte in diesem Zusammenhang im Juni 1992 ihre „feministische Messlatte“ ein. Dabei vergab sie einen Wert von −10 bis +10 für den Grad, mit dem diese Männer mit feministischen Idealen übereinstimmten. 1997 erhielt Dresselhuys das Angebot Chefredakteurin bei Trouw zu werden, schlug dieses jedoch aus – sie wäre der erste weibliche Chefredakteur einer überregionalen niederländischen Tageszeitung gewesen (diese Ehre sollte erst 2006 Birgit Donker zuteilwerden). Am 1. April 2008 ging sie in Pension.

## Auszeichnungen und Ehrungen
- Ritter des Ordens von Oranje-Nassau (1997)[1]
- Anne Vondelingprijs (2000)

## Werke
- Alleen tussen velen (mit Michel Vermeer), B. Gottmer's, Nimwegen 1976
- De moeilijkste relatie (mit Michel Vermeer), B. Gottmer's, Nimwegen, 1978
- Het glazen huis (mit Kees de Leeuw), Bosch & Keuning, Baarn 1985
- Vrouwentroost (mit Jacqueline Wesselius), Nijgh & van Ditmar, Amsterdam 1994
- De Feministische Meetlat, Opzij, Amsterdam 1996
- De Maat Genomen. Topmannen lang de Feministische Meetlat, Archipel, Amsterdam 2007

### Online
- trouw.nl: „Domineeskinderen / 'Ik betaal nog steeds de kerkelijke bijdrage'“, 7. Oktober 2002 (niederländisch, letzter Abruf am 25. Juli 2008)

| Personendaten    | Personendaten                     |
| ---------------- | --------------------------------- |
| NAME             | Dresselhuys, Cisca                |
| ALTERNATIVNAMEN  | Dresselhuys, Francisca Wilhelmina |
| KURZBESCHREIBUNG | niederländische Journalistin      |
| GEBURTSDATUM     | 21. April 1943                    |
| GEBURTSORT       | Leeuwarden                        |